# Rääkkylä
Rääkkylä este o comună din Finlanda.